# Emmanuel Trenque
 (juillet 2023).
Emmanuel Trenque est un chef de chœur.
À partir de la saison 2023-2024, il est le nouveau Chef Artistique des Choeurs du Théâtre Royal de La Monnaie De Munt, à Bruxelles.
En 2023, il est nommé Chevalier de l'Ordre des Arts et des Lettres, après avoir reçu la Médaille d'Honneur des Sociétés Musicales et Chorales en 2022.

## Biographie
Titulaire du DNESM (Diplôme National d'Études Supérieures Musicales) de Direction de Chœur du CNSDM Lyon, Emmanuel Trenque a étudié le piano, l’accompagnement, le solfège, l’harmonie et le chant au conservatoire de Toulouse. En 2000, il est nommé chef de chœur et responsable des études musicales de l’Ensemble vocal de l'Institut des arts et musiques sacrés de Toulouse (IAMS) où il dirigera, entre autres, le Requiem de Maurice Duruflé, la Petite Messe solennelle de Rossini, la cantate Sécheresses de Francis Poulenc, la cantate BWV 21 de J.S. Bach, la Deutsche Messe - Messe allemande - de Franz Schubert. Il sera à la tête de cette formation pendant 3 saisons. Entre 2001 et 2003, il a travaillé au Théâtre du Capitole comme chef de chant invité (La Veuve joyeuse de Franz Lehár et Le Petit Ramoneur de Benjamin Britten) mais aussi pianiste répétiteur des chœurs durant 4 mois.

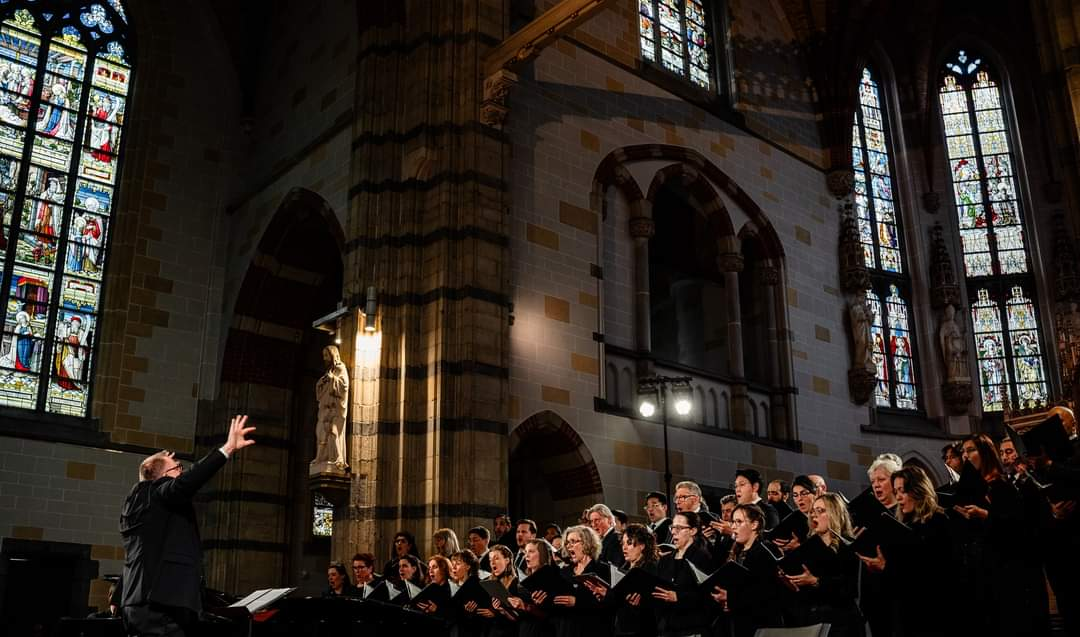
Trenque Emmanuel, Chef de Chœur

En 2003, il est engagé en qualité de chef de chant stagiaire au Centre de formation lyrique de l’Opéra de Paris où il travaille notamment avec Janine Reiss, Teresa Berganza, José Van Dam. Il remporte en 2004 le Prix Bösendorfer au Concours international du Belvédère (récompensant le meilleur chef de chant).
Ce sont alors ses débuts de chef de chant pour les plus grandes maisons parisiennes (Opéra national de Paris, Théâtre des Champs-Élysées, Opéra-Comique) avant d’être invité à rejoindre le Grand Théâtre de Tours en septembre 2004 comme chef de chant.
De 2005 à 2015, Emmanuel Trenque a été le chef de chœur de l’Opéra de Tours, pendant 10 saisons.. Il y dirige régulièrement l’Orchestre symphonique de la région Centre-Val de Loire-Tours, en fosse (The Rape of Lucretia - Le viol de Lucrèce - de Britten, Mozart de Reynaldo Hahn, Passionnément de Messager, ...) mais aborde aussi le répertoire symphonique et l'oratorio. Il participe à la création contemporaine avec HomoXerox (opéra de Claude Lenners) et La sortie Égypte (oratorio de Jean-Luc Defontaine, dont il est le dédicataire), deux œuvres qu'il crée à Tours. Par ailleurs, il renforce et perfectionne la participation du chœur aux concerts scolaires, pour le jeune public, dans les hôpitaux, dans les maisons d’arrêt dans un très large répertoire allant des grands chœurs d’opéras, aux musicals de Broadway, et crée en 2009 un concert, en tournées, intitulé « Musique pour les Bêtes … pas trop bêtes ! ».
Il a assuré également la direction musicale de la Maîtrise de l’Opéra de Tours depuis 2007 (Carmen de Bizet, Die Zauberflöte - La flûte enchantée - de W.A. Mozart, Mireille de Gounod, Tosca et La Bohème de Puccini) avec notamment la création scénique de l’opéra pour enfants La Malle Magique de Pierre Uga. Avec le chœur et la maîtrise de l’Opéra de Tours, il prend part, comme responsable des études chorales, à l’enregistrement de l’opéra de Déodat de Séverac Le Cœur du Moulin, pour Timpani.
Il a été fidèlement invité au Théâtre des Champs-Élysées comme chef de chœur et assistant à la direction Musicale (Falstaff de Giuseppe Verdi et Cosi fan tutte de Mozart en 2008, Semele de Haendel en 2010). Il est aussi appelé à assurer la coordination chorale et l’assistanat de Myung-Whun Chung aux Chorégies d’Orange pour La Traviata de Verdi en 2009.
Il retournera aux Chorégies en 2011 pour Aïda et Rigoletto / en 2012 pour La Bohème et Turandot / en 2013 pour Un Ballo in Maschera / en 2014 pour Nabucco et Otello...  ce seront en tout 12 productions pour lesquelles Emmanuel Trenque a été le Coordinateur Choral (dont 9 productions étant également l'Assistant à la Direction Musicale).
Ses activités professionnelles lui ont permis de collaborer avec Michel Plasson, Myung-Whun Chung, Pinchas Steinberg, Jean-Yves Ossonce, Alain Altinoglu, Jean-Christophe Spinosi, René Jacobs, Thomas Hengelbrock, Evelino Pidò, Jean-Claude Casadesus, Paolo Arrivabeni, Christophe Rousset, Daniele Rustioni, Roberto Rizzi Brignoli...
De 2015 à 2023, Emmanuel Trenque a été le Chef de Chœur de l’Opéra de Marseille dont il a déjà préparé presque 60 ouvrages. Parallèlement, il a dirigé régulièrement des productions lyriques au Théâtre de l'Odéon mais également des concerts à la tête de l'Orchestre Philharmonique de Marseille.
Impliqué pleinement dans la vie musicale (et chorale) locale, il a été aussi le Directeur Musical du Choeur Philharmonique de Martigues et Chargé d'Ateliers Voix pour l'Institut de la Maladie d'Alzheimer.
Emmanuel Trenque est titulaire de la "Médaille d'Honneur des Sociétés Musicales et Chorales" décernée par le Ministère de la Culture, membre de la Société Française des Chefs de Choeur, membre de l'Institut Français d'Art Choral et depuis 2023 Chevalier de l' Ordre des Arts et des Lettres

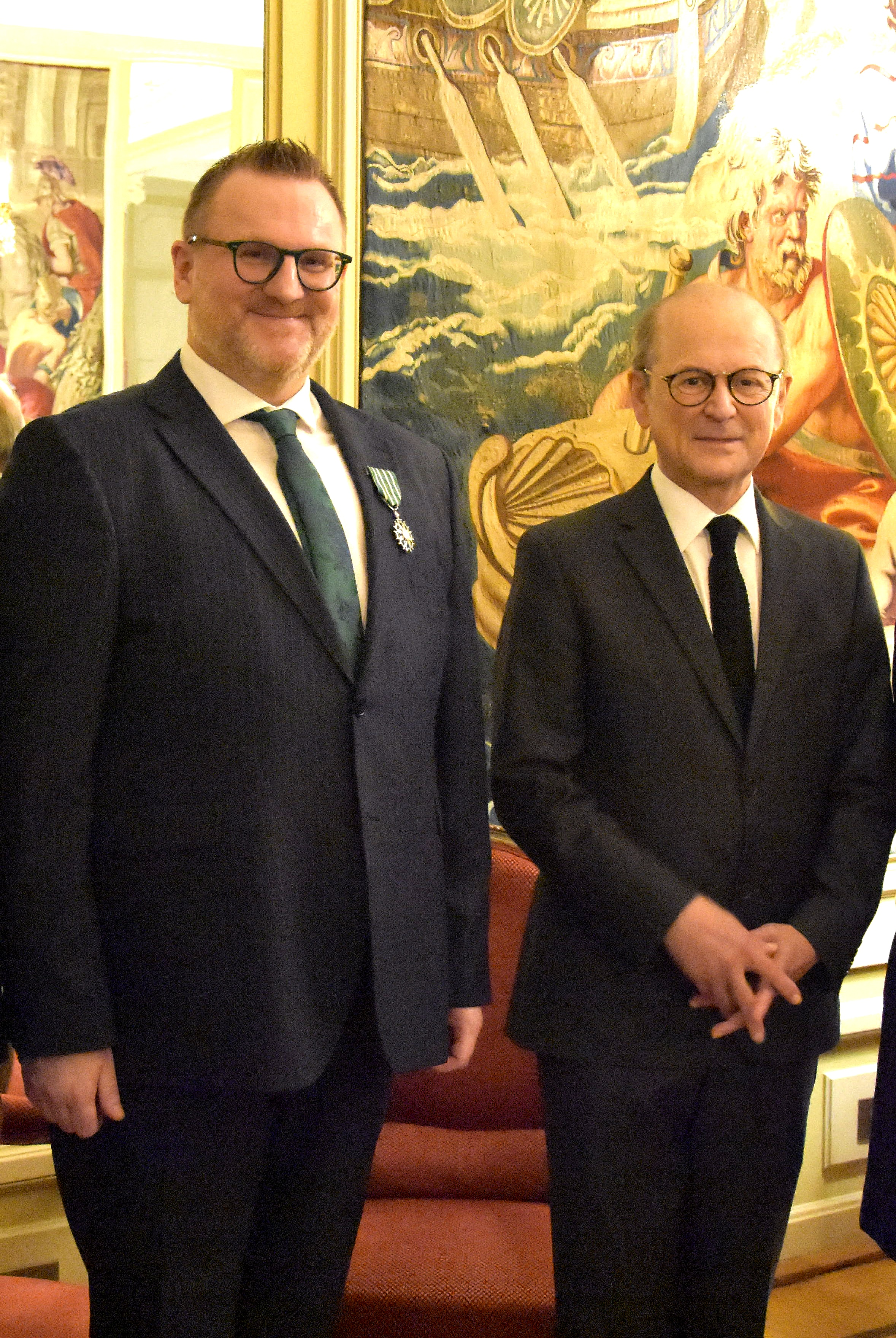
TRENQUE EMMANUEL, Chorus Master

Il fait ses débuts au Théâtre Royal de La Monnaie, Bruxelles, en 2022 comme Chef de Choeur invité pour Les Huguenots.
Il est, à partir de la saison 2023-2024, le nouveau Chef Artistique des Choeurs du Théâtre Royal de La Monnaie De Munt, à Bruxelles.
Emmanuel Trenque est l'arrière-arrière-petit-fils d'Amédée Gastoué, compositeur, professeur de chant choral et musicologue.

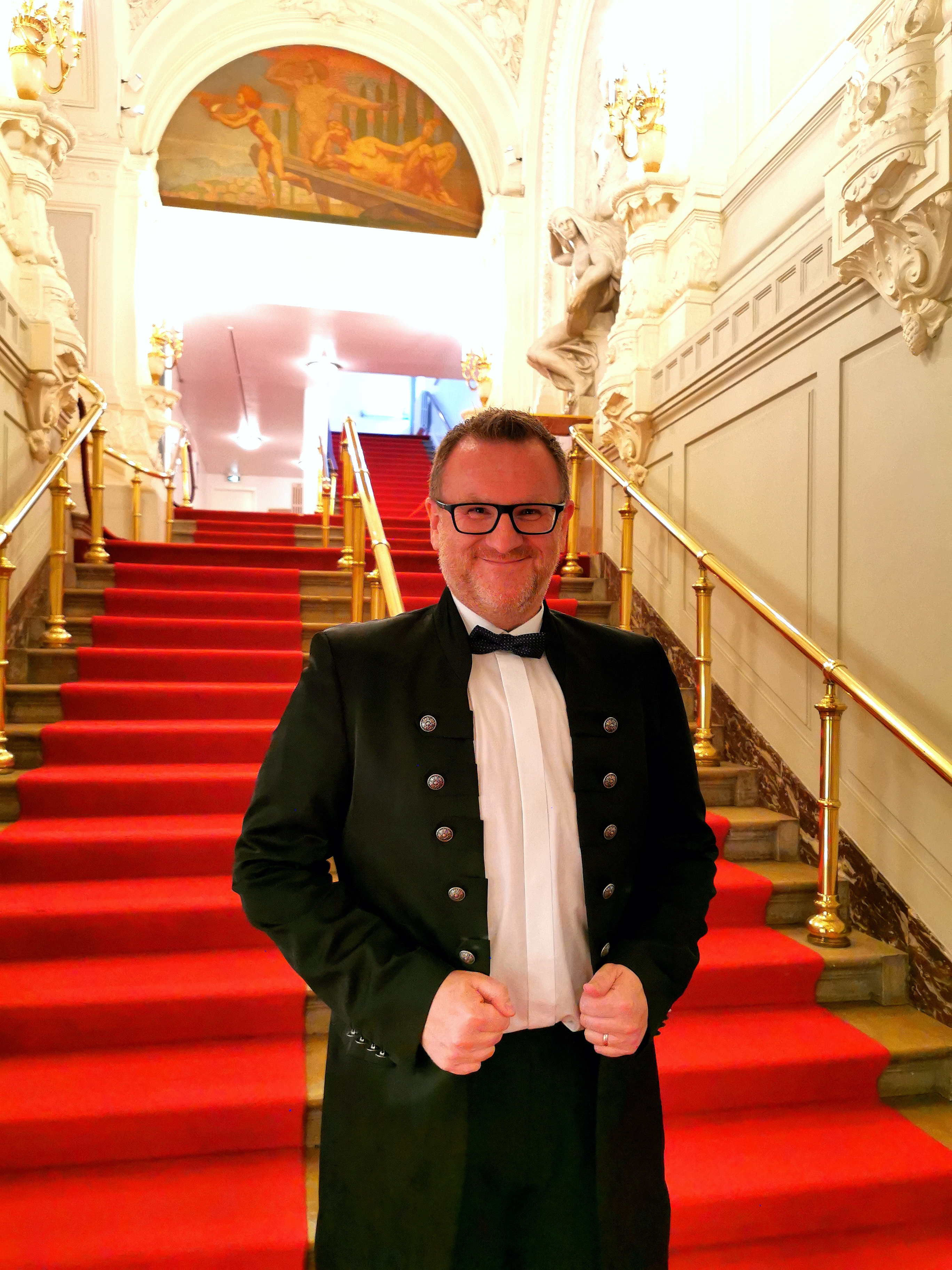
TRENQUE_Emmanuel_Munt

## Distinctions
- 2003 : Prix d’Accompagnement du CNR de Toulouse
- 2004 : Prix Bösendorfer du concours international du Belvédère à Vienne (Autriche), récompensant le meilleur chef de chant
- 2011 : Diplôme National d'Etudes Supérieures Musicales (DNESM) de direction de chœur du CNSMD de Lyon
- 2022 : Médaille d'Honneur des Sociétés Musicales et Chorales
- 2023 : Chevalier de l'Ordre des Arts et des Lettres[2]